# Guillaume Ier des Porcellets
 (octobre 2008).
Améliorez-le ou discutez des points à vérifier. 
Guillaume Ier des Porcellets, dit aussi Guilhem Porcelet, était seigneur du Vieux-Bourg d'Arles (aujourd'hui quartier de la Roquette), de Martigues, de Fos et du château d'Aix au tournant du XIIe et du XIIIe siècle.

## Biographie
Guillaume est le fils de Porcel, qui fut un des quatre membres du conseil restreint siégeant à Aix quand Alphonse Ier délégua son autorité sur la Provence à Raimon Bérenger. Il fut lui-même un conseiller écouté de la cour comtale et le représentant de la famille Porcellet de 1184 à 1212.
Le comte de Provence fit don à la maison de Porcellet, en récompense de  sa fidélité, de la ville de Martigues et de ses dépendances. 
De sa première femme, Adélaïde d'Arles, Guillaume eut Bertrand de Porcellet. Par sa seconde femme, issue de la famille d'Uzès, son arrière-petit-fils est Guillaume III de Porcellet.
D'après l'historien Martin Aurell, il décéda en 1212.